# Cambuskenneth Abbey

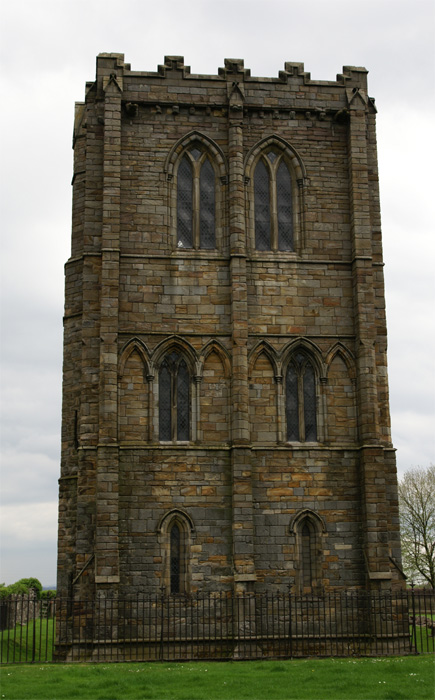
De laat-dertiende-eeuwse campanile werd hersteld in de negentiende eeuw.

Cambuskenneth Abbey is (de ruïne van) een Augustijnse abdij uit de twaalfde eeuw, gelegen in Cambuskenneth, ten oosten van Stirling in de Schotse regio Stirling.
Jacobus III van Schotland en zijn koningin Margreet van Denemarken liggen hier begraven. Na de reformatie werd de abdij verlaten.

## Geschiedenis
Cambuskenneth Abbey werd in 1147 gesticht door David I van Schotland. De oorspronkelijke naam was Abbey of St Mary of Stirling (Abdij van de Maagd Maria van Stirling), ook wel Stirling Abbey genoemd. Gesticht door de Orde van Arrouaise, een orde van Augustijnen.
Dankzij de koninklijke invloed van burgh Stirling groeide de abdij snel in rijkdom en aanzien.
Tijdens de Schotse onafhankelijkheidsoorlogen aan het einde van de dertiende eeuw en begin veertiende eeuw leed de abdij onder plunderingen van het Engelse leger.
In 1314 gebruikte Robert the Bruce Cambuskenneth Abbey als basiskamp van waaruit de Slag om Bannockburn zou plaatsvinden. De avond voor de slag, op 22 juni, viel de graaf van Atholl, die zijn leger zuidwaarts voerde en waarvan gedacht werd dat hij Robert the Bruce te hulp kwam, plotseling het kamp aan en doodde de commandant Sir John Airth. De Schotten wonnen de slag. In november 1314 hield Robert the Bruce een parlementsbijeenkomst in Cambuskenneth Abbey waar werd bepaald dat de landgoederen van elke ridder en landeigenaar, die had gevochten aan de kant van de Engelsen en nog niet aan Robert the Bruce trouw had gezworen, verbeurd waren. Robert the Bruce liet dit statuut niet direct ingaan, maar stelde de onteigening nog een jaar uit.
In 1326 organiseerde Robert the Bruce een parlementsbijeenkomst in de abdij, waarbij het de eerste keer was dat ook vertegenwoordigers van de burghs van Schotland aanwezig waren. Hij benoemde tijdens die gelegenheid zijn zoon David II tot zijn opvolger.
In 1423 onderhandelde de abt van Cambuskenneth Abbey over de vrijlating van Jacobus I, die gevangen zat in Engeland.
In 1445 telde de abdij naast de abt en de prior zeventien monniken.
Op 11 juni 1488 vond ten oosten van Cambuskenneth de Slag van Sauchieburn plaats waar de legers van Jacobus III en de aanhangers van zijn zoon, de toekomstige Jacobus IV elkaar bevochten. Jacobus III werd al voor de slag echt begonnen was vermoord. Hij werd in Cambuskenneth Abbey vóór het hoofdaltaar begraven, bij zijn koningin Margareta van Denemarken, dochter van Christiaan I van Denemarken, die al vóór juli 1486 in Stirling Castle was overleden. Door zijn huwelijk met Margareta in 1469 in Holyrood Abbey kreeg Schotland als bruidsgift Orkney (1468) en Shetland (1469).
In 1559 werd de abdij gesloten ten gevolge van de reformatie. De abdij verviel alras tot een ruïne, mede dankzij het feit dat de stenen van de abdijgebouwen werden hergebruikt, onder andere voor uitbreidingen van Stirling Castle. De toren werd gespaard, wellicht omdat de toren als uitkijkpunt kon worden gebruikt.
In 1562 kwam de abdij in handen van John Erskine, graaf van Mar. Hij zou stenen van de abdij gebruikt hebben om zijn huis in Stirling te bouwen, dat later bekend werd als Mar's Wark. In 1709 werd de abdij verkocht aan de gemeente Stirling.
Koningin Victoria liet de vervallen abdij, met name de campanile, in 1859 herstellen. Tijdens deze herstelwerkzaamheden werden onder een kalkstenen blok voor het hoofdaltaar de schedel en andere botten gevonden van Jacobus III in een eiken kist. Vlakbij werden de botresten van zijn koningin gevonden. De lichamelijke resten van beiden werden in 1865 onder een nieuwe tombe begraven.
In 1908 verwierf de kroon Cambuskenneth Abbey.

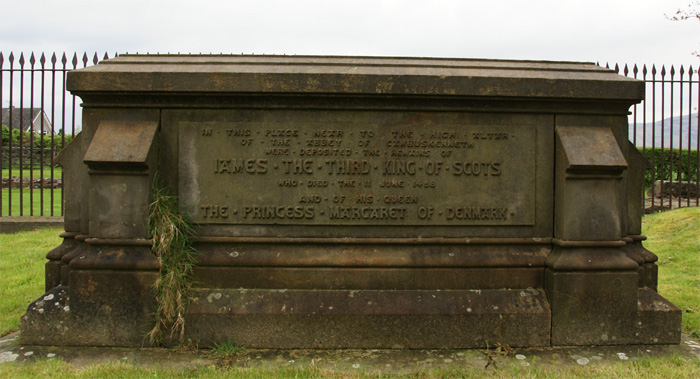
De negentiende-eeuwse tombe van Jacobus III en koningin Margareta van Denemarken op de plaats van het hoofdaltaar.

## Bouw
Cambuskenneth Abbey wordt aan drie zijden omsloten door een bocht van de rivier de Forth. Aan de noordzijde bevindt zich een ophoging en een greppel om het gebied van het klooster aan te geven. Het grootste deel van het klooster werd gebouwd in de dertiende eeuw. De abdijkerk was kruisvormig. Enkel de westelijke doorgang is nog te zien. Het klooster lag aan de zuidzijde van de kerk.
De campanile werd aan het einde van de dertiende eeuw gebouwd en is meer dan twintig meter hoog. Er was ook een centrale klokkentoren op het kruis van de abdijkerk die in 1378 ten gevolge van blikseminslag instortte en het koor beschadigde. Op de begane grond van de klokkentoren zijn enige resten van graven en tombes tentoongesteld, waaronder de resten van de oorspronkelijke tombe van Jacobus III.

## Beheer
Cambuskenneth Abbey wordt beheerd door Historic Scotland.